# Мацуо Башо
Мацуо Башо (на японски: 松尾 芭蕉, роден Matsuo Kinsaku, 松尾 金作; Matsuo Chūemon Munafusa, 松尾 忠右衛門 宗房; псевдоним: Sōbō, 宗房, Tōsē, 桃青; Bashō, 芭蕉; * 1644 в Ига, Япония; + 28 ноември, 1694 в Осака, Япония) е японски поет, най-известният представител на поезията от периода Едо.
Приживе е известен главно с работите си в колаборативния жанр хайкай. В наши дни е признат за майстор на кратката форма хайку. Поезията на Мацуо е известна в целия свят, а в Япония негови стихове са елемент на множество паметници.

## Биография
Роден е в небогато самурайско семейство. Мацуо Башо е 3-то дете. Баща му и по-големият му брат преподават калиграфия в дворовете на по-богати самурайски семейства. Благодарение на това получава добро образование. В юношестките си години се увлича по китайските поети. В онези времена книги вече са достъпни даже за дворяните от средната класа. Баща му умира през 1656 г.
На 22 години Мацуо Башо се оттегля в будиски манастир до Киото, където пише първите си верси и изучава поезия. Мацуо Башо служил при логатия и знатен самурай Тодо Еситади (яп. 藤堂良忠). От 1667 г. след като напуска службата си вероятно се премества да живее във Фукагава при Едо (днес Токио) при приятеля си Sugiyama Sampu. Тук той започва да пише хайку и да се задълбочава в поезията. След това учи при Kitamura Kigin (1624 – 1705). Заема пост в държавната служба от 1672 г. Животът му на чиновник обаче не му се отдава и става учител по поезия. През 1680 г. дава уроци на 20 ученици. Техните най-добри стихове са издадени в Tōsei-montei Dokugin-Nijukasen (桃青門弟独吟二十歌仙).
Неговите ученици му построяват първата му колиба от японски бананови стъбла (芭蕉庵, bashō-an), откъдето идва неговият поетичен псевдоним. Въпреки успеха си Башо се чувства самотен и започва да се занимава с Цен-медитация. През 1680-те години Башо се ръководи от философията на будистката школа Дзен, като в резултат на това в своето творчество полага принципа на „озарение“. През 1682 г. изгаря колибата му. Следващата година майка му умира. Учениците му построяват втора колиба. През 1684 г. неговият ученик Takarai Kikaku издава антологията Minashiguri (虚栗). През зимата същата година Башо започва първата си (от 4) обиколка, продължила до 1685 г. През 1692 г. му построяват третата Башо-колиба, където се заключва и пише известното днес произведение „Kritische Kommentare einer Herbstnacht“. През 1694 г. е издадена „Ein Sack voll Holzkohle“ и Башо започва друга дълга лятна обиколка. Тежко заболял, той умира на 28 ноември в Осака.
Мацуо Башо започва да се занимава с поезия в ранна възраст, и след като се включва в артистичния живот на Едо, бързо става известен в цялата страна. Той се издържа като преподава, но отхвърля градския начин на живот на литературните кръгове, като предпочита да обикаля страната в търсене на вдъхновение. Стиховете му отразяват неговите преки впечатления от заобикалящия го свят, често синтезирайки усещането за дадена сцена в няколко прости елемента.
Поетическото наследство от Башо е представено от 7 антологии, създадени от него и учениците му, лирически дневници, написани в проза съчетана със стихове, а също така предисловия към книги и стихове. Поезията и естетиката на Башо оказват влияние върху развитието на японската литература през средните векове и Новото време. В чест на Башо е наречен кратер на Меркурий.

## Произведения
- The Seashell Game, Kai Ōi (The Seashell Game) (1672)
- Minashiguri (A Shriveled Chestnut) (1683)
- Nozarashi Kikō (Record of a Weather-Exposed Skeleton) (1684)
- Fuyu no Hi (Winter Days) (1684)
- Haru no Hi (Spring Days) (1686)
- Kashima Kikō (A Visit to Kashima Shrine) (1687)
- Oi no Kobumi, or Utatsu Kikō (Record of a Travel-Worn Satchel) (1688)
- Sarashina Kikō (A Visit to Sarashina Village) (1688)
- Arano (Wasteland) (1689)
- Hisago (The Gourd) (1690)
- Sarumino (The Monkey's Raincoat) (1691)
- Saga Nikki (Saga Diary) (1691)
- Bashō no Utsusu Kotoba (On Transplanting the Banana Tree) (1691)
- Heikan no Setsu (On Seclusion) (1692)
- Sumidawara (A Sack of Charcoal) (1694)
- Betsuzashiki (The Detached Room) (1694)
- Oku no Hosomichi (Narrow Road to the Interior) (1694)
- Zoku Sarumino (The Monkey's Raincoat, Continued) (1698)

### Преводи на английски
- Matsuo, Bashō. Bashō’s Journey: Selected Literary Prose by Matsuo Bashō.   Albany, NY, State University of New York Press, 2005. ISBN 978-0791464144.
- Matsuo, Bashō. The Narrow Road to the Deep North and Other Travel Sketches.   Harmondsworth, Penguin, 1966. ISBN 9780140441857. OCLC 469779524.
- Matsuo, Bashō. Narrow Road to the Interior and Other Writings.   Boston, Shambhala, 2000. ISBN 978-1570627163.
- Matsuo, Bashō. The Essential Bashō.   Boston, Shambhala, 1999. ISBN 978-1570622823.
- Matsuo, Bashō. Bashō's Haiku: Selected Poems of Matsuo Bashō.   Albany, NY, State University of New York Press, 2004. ISBN 978-0791461662.
- Matsuo, Bashō. The Narrow Road to Oku.   Tokyo, Kodansha International, 1997. ISBN 978-4770020284.
- Matsuo, Bashō, et al. Monkey's Raincoat.   New York, Grossman Publishers. SBN 670-48651-5, 1973. ISBN 670-48651-5.
- Matsuo, Bashō. Basho: The Complete Haiku.   Tokyo, Kodansha International, 2008. ISBN 978-4770030634.
- Matsuo, Bashō et al. The Monkey’s Straw Raincoat and Other Poetry of the Basho School.   Princeton, Princeton University Press, 1981. ISBN 9780691064604.
- Matsuo, Bashō. On Love and Barley: Haiku of Basho.   Penguin Classics, 1985. ISBN 978-0-14-044459-9.

### Издадени произведения
- Matsuo Bashō, Leiko Ikemura: 111 Хайку. Ammann, ISBN 3-250-01047-2
- Matsuo Bashō: Сарумино. Маймунското палтенце. G.S. Dombrady. Dieterich'sche Verlagsbuchhandlung Mainz, 1994. ISBN 3-87162-034-3
- Matsuo Bashō: Oku no Hosomichi. G.S. Dombrady. Dieterich'sche Verlagsbuchhandlung Mainz, 1985. ISBN 3-87162-002-5
- Shōmon. Das Tor der Klause zur Bananenstaude. Haiku von Bashōs Meisterschülern Kikaku, Kyorai, Ransetsu. Ekkehard May. Dieterich'sche Verlagsbuchhandlung Mainz, 2000. ISBN 3-87162-050-5
- Shōmon II. Haiku von Bashôs Meisterschülern: Jōsō, Izen, Bonchō, Kyoriku, Sampû, Shikō, Yaba. Ekkehard May. Dieterich'sche Verlagsbuchhandlung Mainz 2002. ISBN 3-87162-057-2